# Траг у времену
Траг у времену је седамнаести албум Драгане Мирковић, издат је 2004. године.
И ако је говорила да је врло могуће када се уда да ће ставити тачку на каријеру и посветити се породици, није било баш тако. После четири године паузе Драгана се ипак вратила. Један од разлога био је петогодишњи уговор са издавачком кућом Комуна, други разлог обележавање 20 година каријере а трећи и најјачи били су публика и њен супруг Тони. Како она и сама каже, главни кривац је био управо њен Тони који јој је једном приликом рекаоː „А замисли да ти више никада не запеваш...”, то је натерало да размишља о новом албуму. Албум се појавио у фебруару и пратио га је потпуно нов имиџ, црну косу префарбала је у црвено. Спот за песму „Ево добро сам” сниман је у Бечу у хотелу „Imperial” и код дворца „Belvedere”, док су остали спотови снимљени тек 2008. Текст за песму „Рођендан” наменски за Драгану је написала водитељка Биљана Спасић, док је комплетни аутор баладе „Пољуби ме” популарна певачица Александра Ковач, која је заједно са сестром Кристином и са још две популарне поп певачице Леонтином и Цецом Славковић отпевала пратеће вокале за албум. На списку аутора, као композитор песме „Прстен” нашао се и Влада Грајић који је био аутор победничке песме на Еуровизији 2007. („Молитва”). Драгана је једном приликом изјавилаː „Овај албум нису само песме, нису хитови, већ више од тога, овај пут је то стварно део мене јер је посвећен онима које највише волим.” Поред наведених песама, издвојиле су се иː „Тамо где је мило моје”, „Цвет љубави”, „Фобија”, „Траг у времену”, „Преживећу” и „Шта бих ја да нема тебе”.
Овај албум Драгана је посветила својој породици и публици речимаː „Ове песме поклањам онима које волим - публици, и онима које волим највише на свету - Тонију, Марку и Мануели.”

## Списак песама
1. Тамо где је мило моје 
(Dimitris Panopoulos - Д. Брајовић - Д. Абадић - Sony ATV Music Publishing Greece)
2. Ево добро сам 
(А. Кобац, М. Кон - В. Петковић - А. Кобац)
3. Цвет љубави 
(Б. Самарџић - Б. Самарџић - Д. Абадић)
4. Фобија 
(С. Симић Камба - В. Петковић - С. Симић Камба)
5. Траг у времену 
(Б. Самарџић - Б. Самарџић - С. Симић Камба)
6. Рођендан 
(С. Симић Камба - Б. Спасић - С. Симић Камба)
7. Учини грех 
(З. Тимотић - В. Петковић - З. Тимотић)
8. Прстен 
(В. Грајић - В. Петковић - А. Кобац)
9. Зашто зоро свањаваш 
(З. Тимотић - З. Тимотић - З. Тимотић)
10. Преживећу 
(Д. Баша - Д. Баша - Д. Абадић)
11. Некад је ваљало 
(С. Симић Камба - В. Петковић - С. Симић Камба)
12. Пољуби ме 
(А. Ковач - А. Ковач - А. Ковач)
13. Слободна као ветар 
(Б. Самарџић - Б. Самарџић - Д. Абадић)
14. Шта бих ја да нема тебе 
(З. Тимотић - В. Петковић - З. Тимотић)